# La Sentinelle (film, 2014)
Pour les articles homonymes, voir La Sentinelle.
Ne doit pas être confondu avec La Sentinelle (film, 1992).
Pour plus de détails, voir Fiche technique et Distribution.
La Sentinelle (Dying of the Light) est un thriller américain écrit et réalisé par Paul Schrader et sorti en 2014.
Le film suit Evan Lake (Nicolas Cage), un ancien agent de la CIA, qui diagnostiqué comme étant atteint de démence, apprend que son ennemi de toujours, Muhammad Banir (Alexander Karim) jadis laissé pour mort, a refait surface. Il devient ensuite complètement obsédé par son désir de vengeance avant de totalement perdre la tête.

## Synopsis
Evan Lake est un agent vétéran de la CIA très décoré et récipiendaire de l'Intelligence Star réduit à un travail de bureau à Langley avec son protégé et ami proche Milton "Milt" Schultz. Il y a 22 ans, lors d'une opération en Afrique, Lake a été capturé par le terroriste Muhammad Banir et torturé en se faisant frapper à plusieurs reprises à la tête et en se faisant mutiler l'oreille. Au cours de l'extraction et de l'explosion qui a suivi, Banir a disparu et a été présumé mort, bien que Lake ne l'ait jamais cru et ait depuis tenté de manière obsessionnelle de retrouver Banir. En raison du traumatisme qu'il a subi sous la torture, Lake souffre maintenant d'une démence fronto temporale à un stade précoce, et son patron le considère comme une responsabilité envers l'agence.
À Bucarest, la police suit un ressortissant kényan, Abdi, portant une mystérieuse clé USB. Une poursuite en voiture s'ensuit, et plutôt que de s'abandonner, le courrier se jette lui-même en bas d'un pont avec sa voiture. Les services de renseignement roumains récupèrent le lecteur et le corps, mais les données sont corrompues, donc elles sont ensuite envoyées à la CIA. Milt obtient un succès sur de grandes quantités d'un médicament expérimental traitant la thalassémie, informations corroborées dans les données USB. Les médicaments sont destinés à un client kenyan anonyme et proviennent d'une clinique de l'Université de Bucarest dirigée par le professeur Dr Iulian Cornel. La thalassémie étant héréditaire, Milt conclut que Banir commande des expéditions de la drogue par l'intermédiaire d'un intermédiaire, le Dr Wangari. Il en informe Lake, qui demande à ses supérieurs de s'en prendre à Banir. Cependant, ils croient toujours qu'il est mort et refusent. Plus tard, Lake fait une violente explosion lors d'une perquisition et démissionne sur-le-champ. Pendant ce temps, au Kenya, Banir envoie son homme Aasim à Bucarest pour découvrir pourquoi Abdi n'a pas délivré le médicament.
Lake raconte à Milt sa détérioration mentale, qui devient de plus en plus apparente au fur et à mesure que le film progresse. Quand Lake décide de se rendre en Roumanie, Milt l'accompagne. À Bucarest, les hommes rencontrent Michelle Zubarain (Irène Jacob), une ancienne journaliste, possible agent, et autrefois amoureuse de Lake, qui a des informations sur Cornel qui fournit le médicament dont Banir a besoin. Le trio rencontre le professeur, l'obligeant à reconnaître son rôle et à admettre que Banir l'oblige à se rendre au Kenya. Alors que Lake, Milt et Michelle quittent le bureau du professeur, Aasim les voit. Le lendemain, les trois retournent au bureau du professeur dans l'espoir de suivre celui qu'il rencontre. Ils regardent jusqu'à ce que le professeur vienne à l'extérieur pour rencontrer Aasim, mais celui-ci les repère et s'enfuit. Alors que Lake prend l'argent, la drogue et le passeport du professeur pour se faire passer pour lui au Kenya, Milt attrape Aasim et lui tranche la gorge, l'empêchant ainsi de contacter Banir.
Michelle trouve un spécialiste du maquillage pour aider Lake à se transformer en professeur, puis Lake et Milt s'envolent pour Mombasa. Le déguisement fonctionne, et Lake est chassé de la ville vers la cachette de Banir, et grâce à une ruse et à quelques petits combats au corps à corps, il est finalement seul avec Banir. Lake se révèle au terroriste, mais à ce moment-là, il y a une attaque de flashbacks alimentés par la démence, au cours de laquelle la disparité entre le jeune terroriste qui a mutilé Lake vingt-deux ans plus tôt et l'homme maintenant vieillissant, fragile et en phase terminale. Sans prendre aucune autre mesure, Lake quitte brusquement Banir. Le lendemain, Lake et Milt se promènent autour de la piscine et du jardin de leur hôtel de Mombasan, qui est plein de monde, quand un coup de feu retentit et qu'un jeune Kenyan passant près de Lake tombe soudainement. Lake voit que Milt a également été touché et renvoie le feu sur les hommes armés, les tuant finalement tous les deux et se faisant tirer dessus à deux reprises lui aussi. Comprenant que Banir les a envoyés, il prend leur véhicule, conduisant dans la nuit jusqu'à la cachette de Banir, où il s'engage dans une courte (et encline) bataille au couteau avec Banir avant de le tuer. Mais alors qu'il retourne à Mombasa, il perd toujours du sang, les flashbacks et les voix reviennent. Lake semble conduire de front dans un camion. Les moments de clôture du film se déplacent (avec une voix off près de Lake) au cimetière national d'Arlington, à Langley, à Lake prononçant un discours (du début du film) et à Milt donnant à Michelle un souvenir de Lake qui est important pour elle.

## Fiche technique
Sauf indication contraire, les informations mentionnées dans cette section peuvent être confirmées par la base de données cinématographiques IMDb,  présente dans la section « Liens externes ».
- Titre original : Dying of the Light
- Titre français : La Sentinelle[1]
- Titre québécois : La Vengeance dans le sang
- Réalisation et scénario : Paul Schrader
- Musique : Frederik Wiedmann
- Direction artistique : Russell Barnes
- Décors : Serban Porupca
- Costumes : Oana Paunescu
- Montage : Tim Silano
- Photographie : Gabriel Kosuth
- Production : Scott Clayton, Gary A. Hirsch et Todd Williams

Producteur délégué : Nicolas Winding Refn
- Sociétés de production : Over Under Media et TinRes Entertainment
- Sociétés de distribution : Lionsgate (États-Unis), Metropolitan Filmexport (France)
- Budget : 15 millions de dollars
- Pays de production :  États-Unis
- Langues originales : anglais, roumain et arabe
- Format : couleur - 35 mm - 2,35:1 - son Dolby numérique
- Genre : thriller
- Durée : 94 minutes
- Dates de sortie[2] : 
  - États-Unis : 5 décembre 2014
  - France : 15 juillet 2015 (sorti directement en DVD)
  - Belgique : 26 août 2015

## Distribution
- Nicolas Cage (VF : Dominique Collignon-Maurin ; VQ : Benoît Rousseau) : Evan Lake
- Anton Yelchin (VF : Donald Reignoux) : Milton Schultz
- Alexander Karim (VF : Daniel Lobé ; VQ : Antoine Durand) : Muhammad Banir
- Irène Jacob (VF : elle-même ; VQ : Nathalie Coupal) : Michelle Zubarain
- Tomiwa Edun : Mbui
- Ayem Hambouchi : Aasim
- Claudius Peters : Ghedi
- Robert G. Slade (VF : François Dunoyer ; VQ : Sylvain Hétu) : James Clifton
- Geff Francis (VF : Thierry Desroses) : Dr Clayborne
- Silas Carson (VQ : Manuel Tadros) : Dr Sanjar
- Serban Celea (VF : Denis Boileau) : Dr Iulian Cornel
- Derek Ezenagu : Dr Wangari
- Tim Silano : Mike Warner

Version française (VF) selon le carton du doublage français sur le DVD zone 2 ; version québécoise (VQ) sur Doublage.qc.ca

## Production

### Genèse et développement
Le script de Paul Schrader devait initialement être mis en scène en 2010 par Nicolas Winding Refn avec Harrison Ford et Channing Tatum dans les rôles principaux. Cependant, le réalisateur danois quitte le projet pour se concentrer sur Drive. En juin 2013, il est annoncé que Paul Schrader va finalement réaliser le film en plus d'en être scénariste alors que Nicolas Winding Refn est finalement producteur.
En mars 2014, la société Red Granite International se joint au projet, alors que les droits de distribution sont acquis par Lionsgate Home Entertainment quelques mois plus tard.

### Attribution des rôles
En juillet 2013, Nicolas Cage est annoncé dans le rôle principal, un temps envisagé pour Harrison Ford. En janvier 2014, il est rejoint par Anton Yelchin (qui remplace Channing Tatum) ainsi que par Irène Jacob et Alexander Karim.

### Tournage
Le tournage débute en janvier 2014. Il a lieu en Roumanie, notamment dans les Castel Film Studios de Bucarest. En mars 2014, les prises de vues se poursuivent dans le Queensland en Australie,.

## Sortie et accueil

### Appel au boycott et nouvelle version
En octobre 2014, soit moins de deux mois avant la sortie du film, le réalisateur Paul Schrader, épaulé par les acteurs Nicolas Cage et Anton Yelchin, et le producteur Nicolas Winding Refn, appelle à boycotter le film après une mésentente avec le studio Lionsgate. En effet, sur sa page Facebook, le réalisateur écrit notamment « Nous avons perdu la bataille. Dying of the Light [...] m'a été retiré pour être remonté, mis en musique et mixé sans ma participation ».
En 2017, Paul Schrader retravaille le film pour une version proche de ses intentions de départ, à partir de copies DVD workprint qu'il intitule Dark. Cette version director's cut n'est pas destinée à des projections publiques ni à une sortie officielle, mais est disponible au sein de la UCLA Film and Television Archive, du Harry Ransom Center et au Museum of Modern Art Department of Film (en). En 2018, il rend cette version disponible sur BitTorrent et The Pirate Bay. Le cinéaste déclare notamment : « J'ai fait Dog Eat Dog pour me racheter de l'humiliation de Dying of the Light, qui m'a été enlevé. Nic et moi l'avons désavoué, j'ai ensuite fait mon propre montage, je l'ai mis sur torrent, mais c'était un tueur de carrière,,. »